# I due Foscari
I due Foscari (Los dos Foscari) es una ópera en tres actos compuesta por Giuseppe Verdi, con libreto en italiano de Francesco Maria Piave, basada en el drama histórico The Two Foscari, de Lord Byron. Se estrenó en el Teatro Argentina, Roma, el 3 de noviembre de 1844.

## Historia
Esta ópera trágica narra las intrigas políticas de la antigua república de Venecia. Verdi había considerado la obra de Byron como un tema ya en 1843. Pero cuando propuso tal ópera a La Fenice en Venecia, fue rechazada como inapropiada. La historia incluía crítica de las acciones de la República de Venecia, que ofendía a las grandes familias de Venecia que habían gobernado la República, incluyendo a la familia Foscari que aún existía. Al mismo tiempo, una nueva ópera sobre el tema de Lorenzino de Medici, que Verdi propuso para el Teatro Argentina en Roma, fue rechazada por ese teatro. I due Foscari fue sustituido y tuvo su estreno mundial allí el 3 de noviembre de 1844.
Las primeras representaciones en el Reino Unido se dieron en Londres, en Her Majesty's Theatre el 10 de abril de 1847. En los Estados Unidos, la ópera fue estrenada en Boston el 10 de mayo de 1847. París vio una producción en diciembre de 1846 en el Théâtre des Italiens, y fue representada luego en varios teatros de ópera italianos.
Son habituales representaciones en versión concierto. La Orquesta de la Ópera de Nueva York ha presentado versiones de concierto tres veces: la primera en octubre de 1981 con Renato Bruson en el rol titular; la segunda en abril de 1992 con Vladimir Chernov como el Dogo; y el tercero en diciembre de 2007, con Paolo Gavanelli como el Dogo.
En tiempos modernos, Foscari ha recibido algunas producciones ocasionales. La Scala la representó en 1988, también con Renato Bruson, una versión disponible en DVD. La Royal Opera de Londres presentó la ópera en junio de 1995 con Vladimir Chernov y June Anderson en los principales papeles. Fue representada por el Teatro San Carlos de Nápoles en 2000 y grabada en DVD. La Ópera de Sarasota en Florida la incluyó en marzo de 2008 como parte de su "Ciclo Verdi". Fue presentada durante las temporadas 2008/09 de La Scala y la Asociación de Amantes de la Ópera (ABAO) de Bilbao, España. El teatro Colón de Buenos Aires la representò en dos : 1979 (con Renato Bruson) y en 2009.
Esta ópera se representa poco; en las estadísticas de Operabase aparece la n.º 213 de las óperas representadas en 2005-2010, siendo la 63.ª en Italia y la decimoséptima de Verdi, con 13 representaciones en el período.

## Personajes
| Personaje                                        | Tesitura     | Reparto, 3 de noviembre de 1844. (Director: ?) |
| ------------------------------------------------ | ------------ | ---------------------------------------------- |
| Francesco Foscari, Dogo (dux) de Venecia         | barítono     | Achille De Bassini                             |
| Jacopo Foscari, su hijo                          | tenor        | Giacomo Roppa                                  |
| Lucrezia Contarini, Esposa de Jacopo Foscari     | soprano      | Marianna Barbieri-Nini                         |
| Jacopo Loredano, Miembro del Consejo de los Diez | bajo         | Baldassare Miri                                |
| Barbarigo, Un Senador                            | tenor        | Atanasio Pozzolini                             |
| Pisana, Amiga y confidente de Lucrezia           | mezzosoprano | Giulia Ricci                                   |